# Mesosa
Mesosa är ett släkte av skalbaggar som beskrevs av Pierre André Latreille 1829. Mesosa ingår i familjen långhorningar.

## Bildgalleri

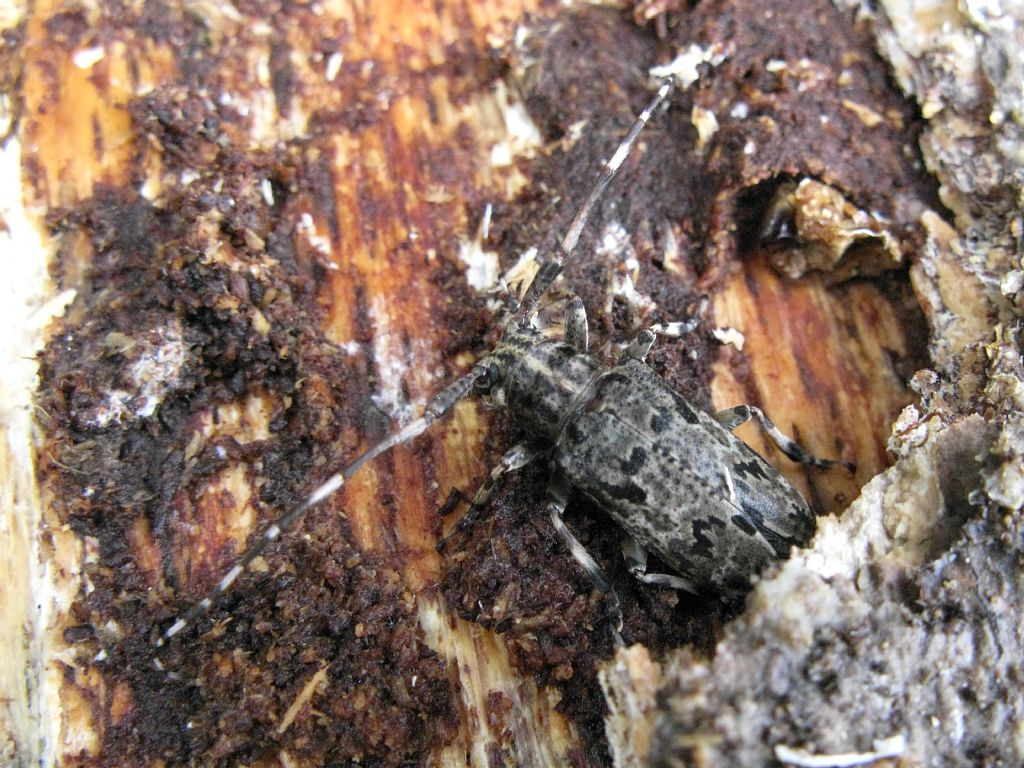

## Dottertaxa tillMesosa, i alfabetisk ordning[1][2]
- Mesosa albidorsis
- Mesosa albofasciata
- Mesosa albomarmorata
- Mesosa alternata
- Mesosa amakusae
- Mesosa anancyloides
- Mesosa andrewsi
- Mesosa angusta
- Mesosa atronotata
- Mesosa atrostigma
- Mesosa basinodosa
- Mesosa bialbomaculata
- Mesosa bifasciata
- Mesosa bifasciatipennis
- Mesosa bimaculata
- Mesosa binigrovittata
- Mesosa binigrovitticollis
- Mesosa binigrovittipennis
- Mesosa biplagiata
- Mesosa bipunctata
- Mesosa blairi
- Mesosa cervinopicta
- Mesosa chassoti
- Mesosa cheni
- Mesosa columba
- Mesosa curculionoides
- Mesosa fruhstorferi
- Mesosa gardneri
- Mesosa griseiventris
- Mesosa griseomarmorata
- Mesosa harmandi
- Mesosa hirtiventris
- Mesosa illecideosa
- Mesosa inaequalipennis
- Mesosa incongrua
- Mesosa indica
- Mesosa innodosa
- Mesosa irrorata
- Mesosa itoi
- Mesosa japonica
- Mesosa kalaoensis
- Mesosa kanarensis
- Mesosa kirishimana
- Mesosa kojimai
- Mesosa kuntzeni
- Mesosa laosensis
- Mesosa lata
- Mesosa latefasciatipennis
- Mesosa laterialba
- Mesosa latifasciata
- Mesosa lecideosa
- Mesosa lineata
- Mesosa longipennis
- Mesosa maculifemorata
- Mesosa marmorata
- Mesosa medana
- Mesosa medioalbofaciata
- Mesosa mediofasciata
- Mesosa mima
- Mesosa miyamotoi
- Mesosa mouhoti
- Mesosa multinigrosignata
- Mesosa myops
- Mesosa nebulosa
- Mesosa niasica
- Mesosa nigrofasciaticollis
- Mesosa nigrohumeralis
- Mesosa nigropunctata
- Mesosa nigrosignata
- Mesosa nigrostictica
- Mesosa nomurai
- Mesosa obscura
- Mesosa obscuricornis
- Mesosa ornata
- Mesosa pardina
- Mesosa perplexa
- Mesosa persimilis
- Mesosa pieli
- Mesosa plurinigrosignata
- Mesosa poecila
- Mesosa pontianakensis
- Mesosa postfasciata
- Mesosa postmarmorata
- Mesosa praelongipes
- Mesosa quadriplagiata
- Mesosa revoluta
- Mesosa rondoni
- Mesosa rosa
- Mesosa rufa
- Mesosa rupta
- Mesosa seminivea
- Mesosa senilis
- Mesosa setulosa
- Mesosa siamana
- Mesosa siamensis
- Mesosa sikkimensis
- Mesosa sinica
- Mesosa sparsenotata
- Mesosa subbifasciata
- Mesosa subfasciata
- Mesosa subrupta
- Mesosa subtenuefasciata
- Mesosa sumatrana
- Mesosa tenuefasciata
- Mesosa tonkinea
- Mesosa tonkinensis
- Mesosa tricolor
- Mesosa undata
- Mesosa undulatofasciata
- Mesosa vagemarmorata
- Mesosa variegata
- Mesosa vitalisi
- Mesosa yayeyamai
- Mesosa yonaguni
- Mesosa yunnana